# Station Showacho
Station Showacho (昭和町駅, Shōwachō-eki) is een metrostation in de wijk Abeno-ku in de Japanse stad Osaka. Het wordt aangedaan door de Midosuji-lijn. Het station heeft twee zijperrons.

## Treindienst

### Metro van Osaka(stationsnummer M24)
| 1 | ■Midosuji-lijn | richting en Abiko en Nakamozu                       |
| 2 | ■Midosuji-lijn | richting Tennōji, Namba, Umeda, Shin-Osaka en Esaka |

## Geschiedenis
Het station werd in 1951 geopend.

## Overig openbaar vervoer
Bus 47

## Stationsomgeving
De stationsomgeving wordt gekenmerkt door een groot aantal basis en middelbare scholen.
- Station Fuminosato van de Tanimachi-lijn
- Stadseelkantoor van Abeno
- Hello Work (Japans rijksarbeidsbureau)
- Momogaike-park
- Hankyū Family Store (supermarkt)
- Overdekte winkelpromenade Fuminosato
- Lawson
- FamilyMart
- Daily Yamazaki
- Senshu Ikeda Bank
- Daisan Bank
- Osaka City Shinkin Bank
- Amagasaki Shinkin Bank